# Весна

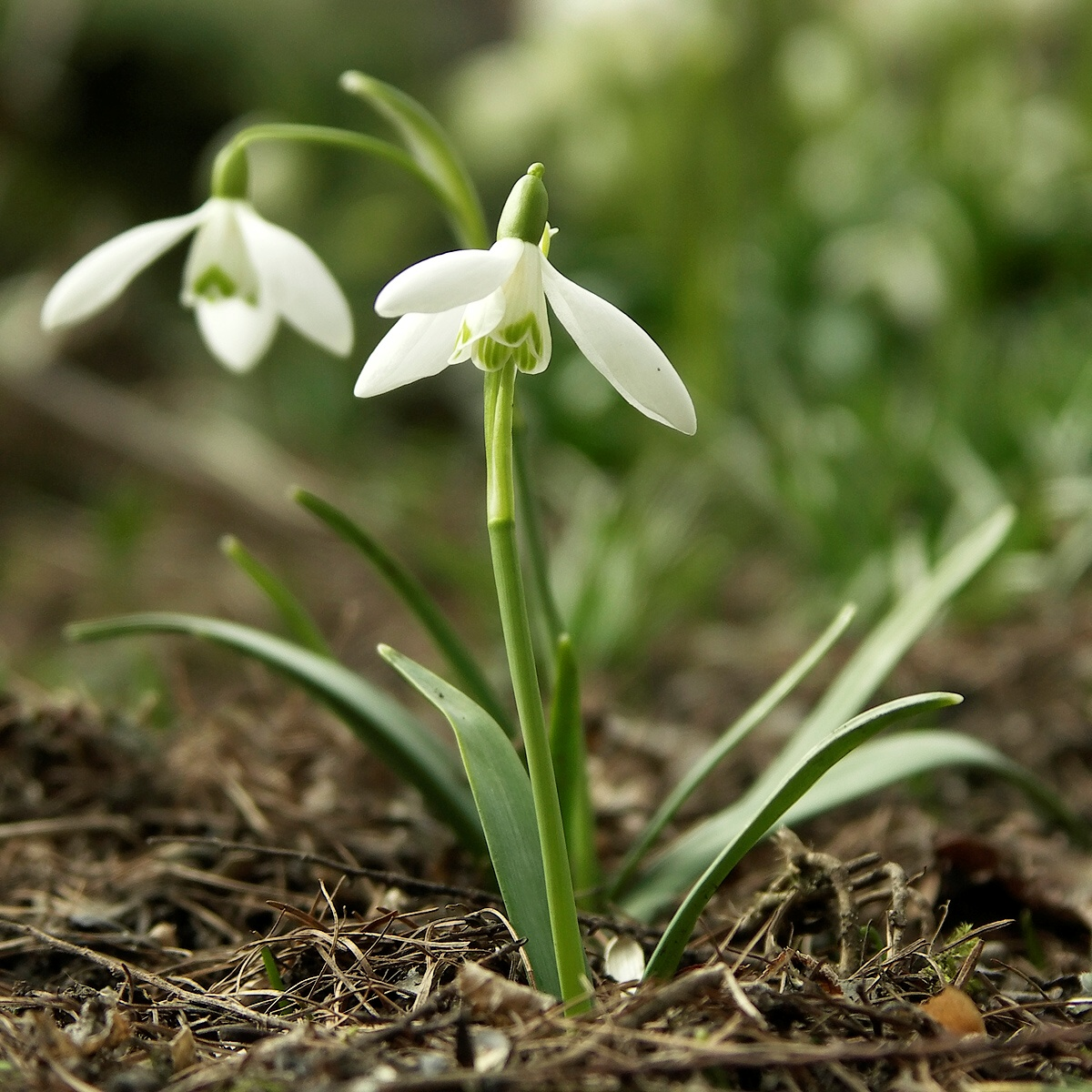
Першоцвіти (перші квітучі рослини навесні)

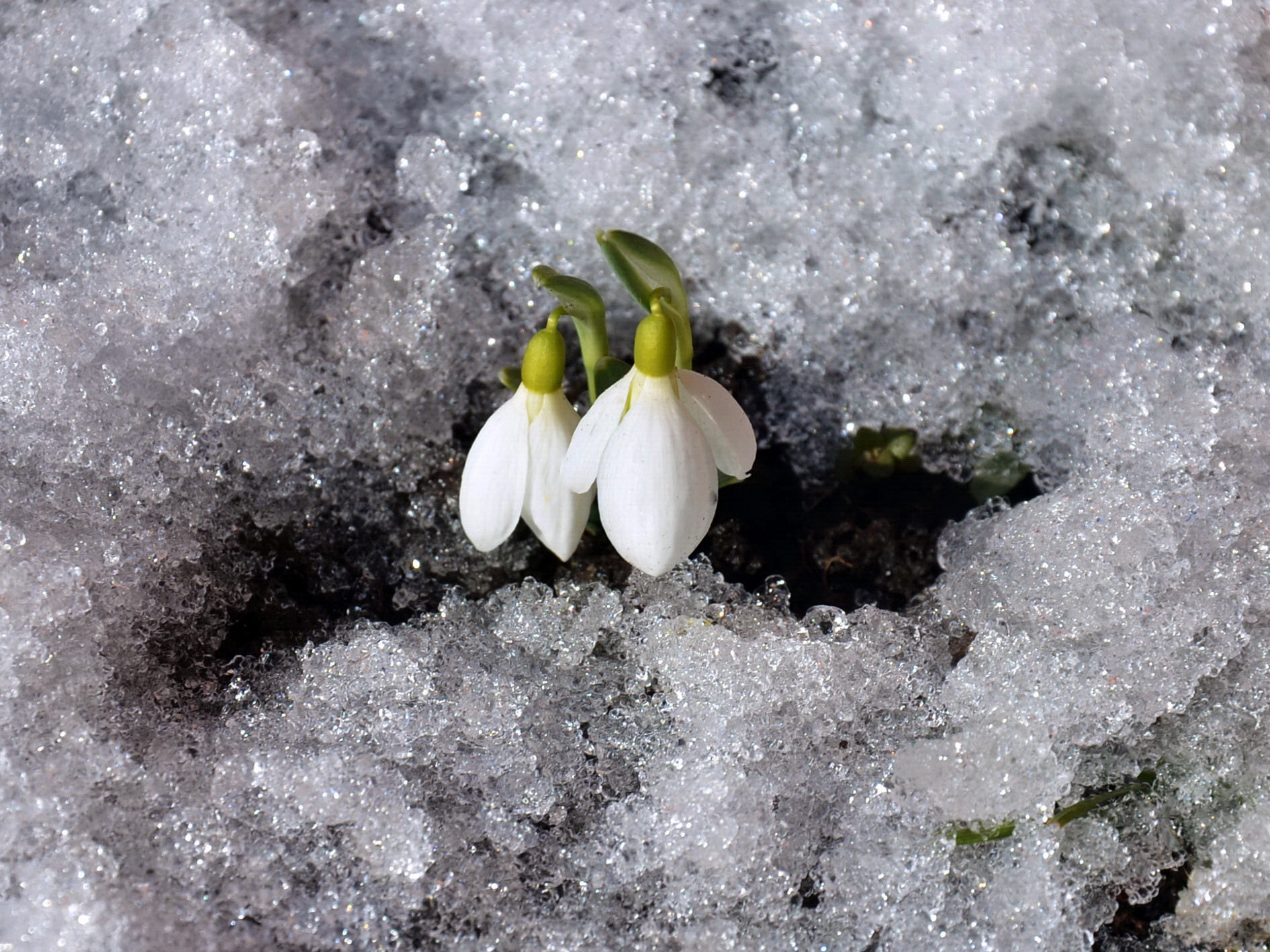
Рання Весна на Січеславщині

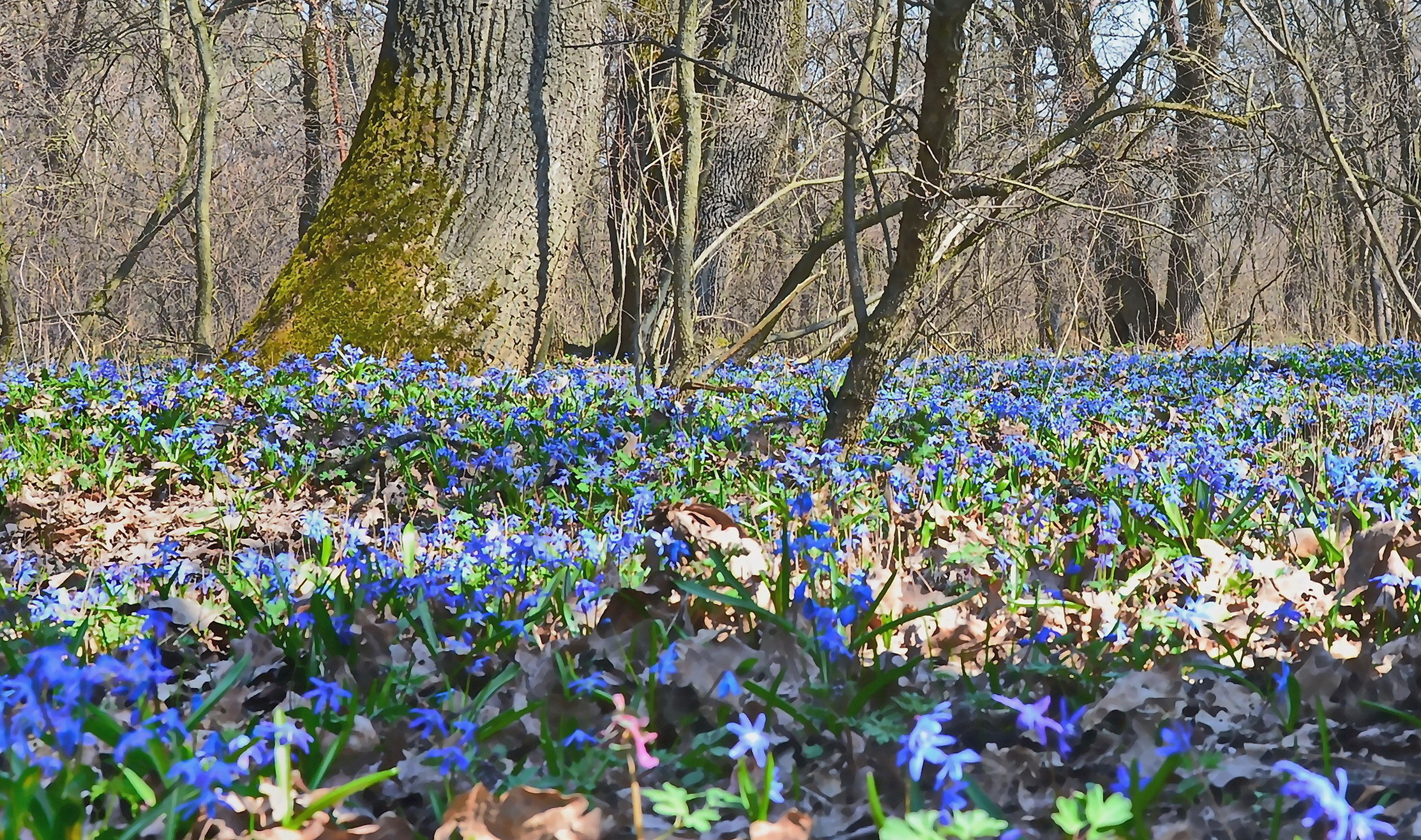
Квітневі дні

Весна́ — одна з чотирьох пір року між зимою та літом, характерна для помірних широт. Коли в Північній півкулі весна, у Південній півкулі буде осінь — і навпаки. Навесні відбувається рівнодення, коли тривалість дня дорівнює приблизно 12 годин і щодня збільшується упродовж цієї пори.

## Календарна весна
Календарна весна складається з трьох місяців: березня, квітня і травня у Північній та вересня, жовтня і листопада у Південній півкулі.
З початком березня Земля внаслідок руху навколо Сонця і нахилу осі до площини екліптики, нахиляється до Сонця своєю північною півкулею, тому тривалість світлового дня тут швидко збільшується. Земна поверхня починає краще нагріватися (сонячна енергія), що сприяє розвиткові рослин після зими.
Сніг починає танути, течуть струмки, морози значно слабшають і згодом проявляються лише як заморозки. У безсніжному кліматі і за рідкісних морозів, температура повітря і землі підвищується ще швидше.
Вже ранньою весною починають квітнути багато рослин-ефемерів, іноді починаючи з того часу, коли ще лежить сніг.
Загалом весна є наслідком приходу сонячного тепла, однак на погоду впливають також інші, менш передбачувані, явища. Навесні погода буває особливо мінливою: з частими похолоданнями, вітрами, заморозками, різкими підняттями температури тощо. Нестійка весняна погода часто виникає, коли тепле повітря вторгається з нижчих широт, водночас холодне повітря все ще час від часу надходить з полярних регіонів. У цю пору року часто бувають повені, зокрема в гірських і передгірських районах, які спричиняє активне танення снігу, інколи посилене дощами.
Наприклад, у Північній Америці, Коридор Торнадо найактивніший в цей час року, насамперед тому, що скелясті гори не дозволяють розігнаним гарячим і холодним повітряним масам, розповсюджуватися на схід і замість цього, примушують їх вступати в пряме протистояння. Крім торнадо, грози цього осередку, також можуть викликати небезпечно потужний град і дуже сильні вітри, щодо яких зазвичай, оголошується попередження про сильну грозу або щодо торнадо. Навіть більшою мірою, ніж взимку, струменеві течії відіграють важливу роль в нестійкій і суворій погоді в Північній півкулі навесні.
Весна в Україні — сезон з середньодобовою температурою від 0° до +15°С. Триває 100 діб в Карпатах і до 50 діб на сході країни; навесні переважає меридіональний (північ - південь) рух повітря.

## Астрономічна весна
Астрономічна весна настає пізніше від календарної:
|                  | Календарна               | Астрономічна                                                           |
| ---------------- | ------------------------ | ---------------------------------------------------------------------- |
| Північна півкуля | 1 березня — 31 травня    | Весняне рівнодення (20-21 березня) — літнє сонцестояння (20-21 червня) |
| Південна півкуля | 1 вересня — 30 листопада | Весняне рівнодення (22-23 вересня) — літнє сонцестояння (21-22 грудня) |

За кількістю енергії, що надходить від Сонця, рівнодення повинно бути серединою відповідних сезонів, однак затримка в змінах температури, зумовлена фізичними властивостями води та суші, затягує кліматичні зміни порівняно з астрономічними. Температурна затримка залежить від розташування місцевості, тому в одних народів рівнодення розглядають як середину весни, в інших — початок.

## Екологічний розрахунок
Початок весни не завжди визначається певними відмітками календаря. Фенологічне або екологічне визначення весни, пов'язане із біологічними ознаками, такими як розквіт низки рослинних видів, поведінкою тварин, і спеціальним запахом ґрунтів, які досягли температури для того, щоби мікрофлора почала процвітати. Ці показники, як і сам початок весни, бувають різними відповідно до місцевого клімату і відмінних погодних умов окремого року. Більшість екологів поділяють рік на шість сезонів року, які не мають певних дат. На додаток до весни, екологи виділяють більш ранній окремий передінтервал (рання весна), що є порою між сплячою (зимою) і молодою (весною). Це час, коли квітнуть найморозостійкіші квіти, такі як крокуси, іноді це відбувається, коли на землі ще є сніговий покрив.

## Весна, жіночість та поезія
20-21 Березня -  День весняного рівнодення.  З 21 березня світла частина доби стає довшою, день перемагає ніч, світло перемагає темряву. Весна перемагає Зиму, настають  теплі дні та благодать на Землі.  В давнину в деяких народів саме цей день вважався Новим роком. Наразі 21 Березня відмічається  День Землі. В сучасності це  також Всесвітній день поезії.  
В давнину 22 Березня святкувався також як  День богині Вести, яка з весняним сонцем несе на Землю гарні вісточки, день берегині Мудрості  і сімейного затишку,  жіночий день.  

## Галерея

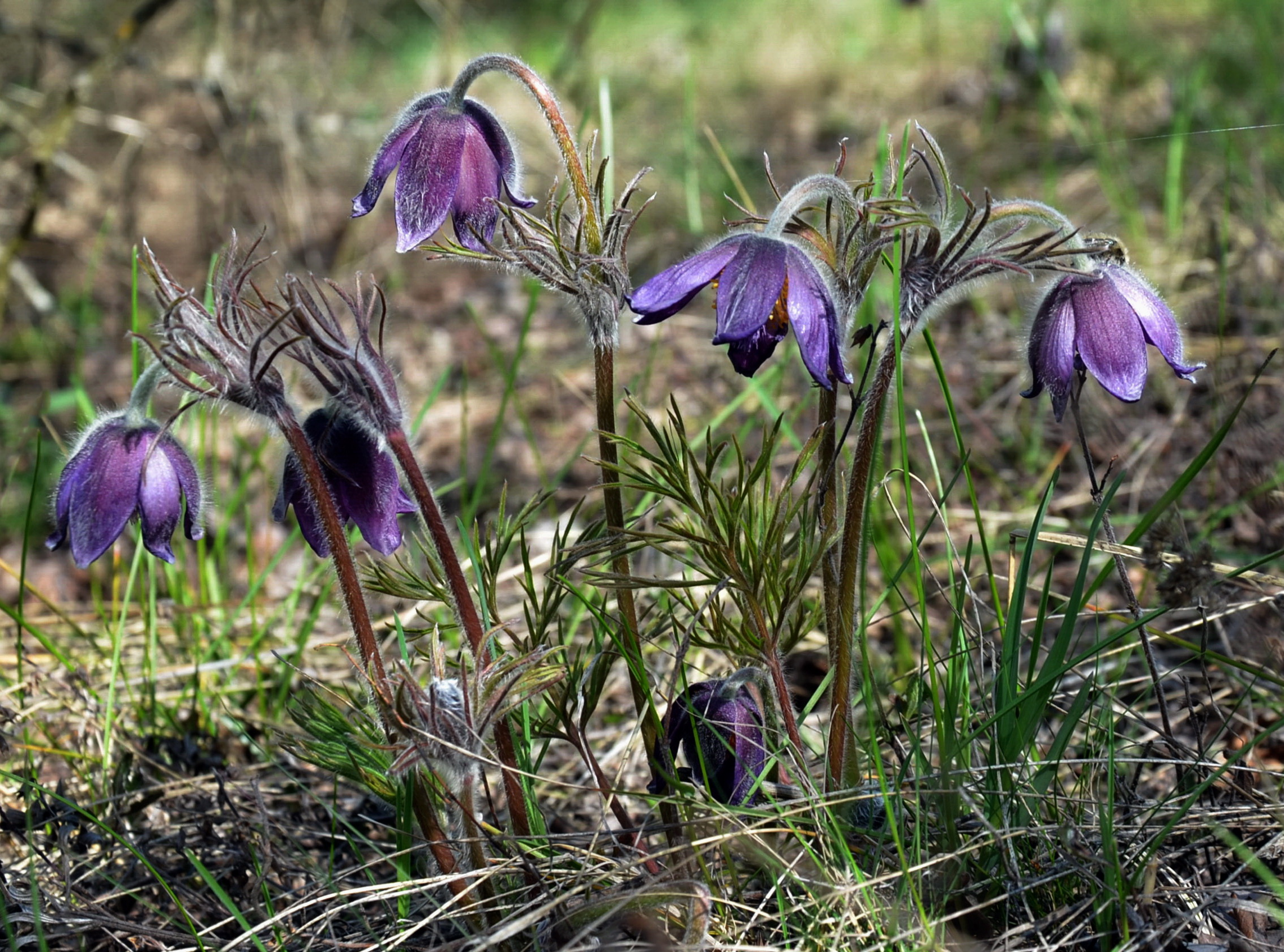
Весна на степових схила Січеславщини
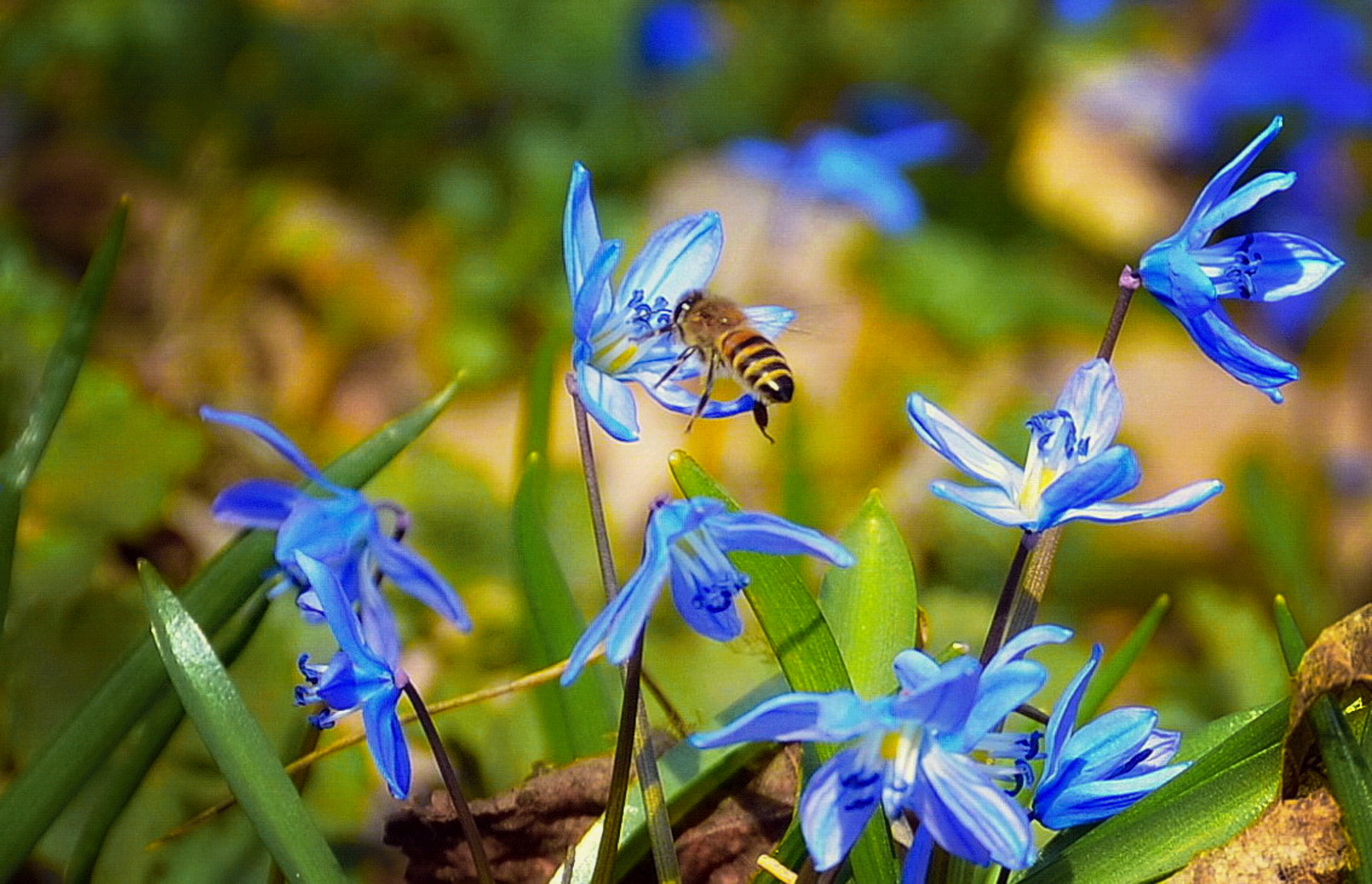
Проліскові дні
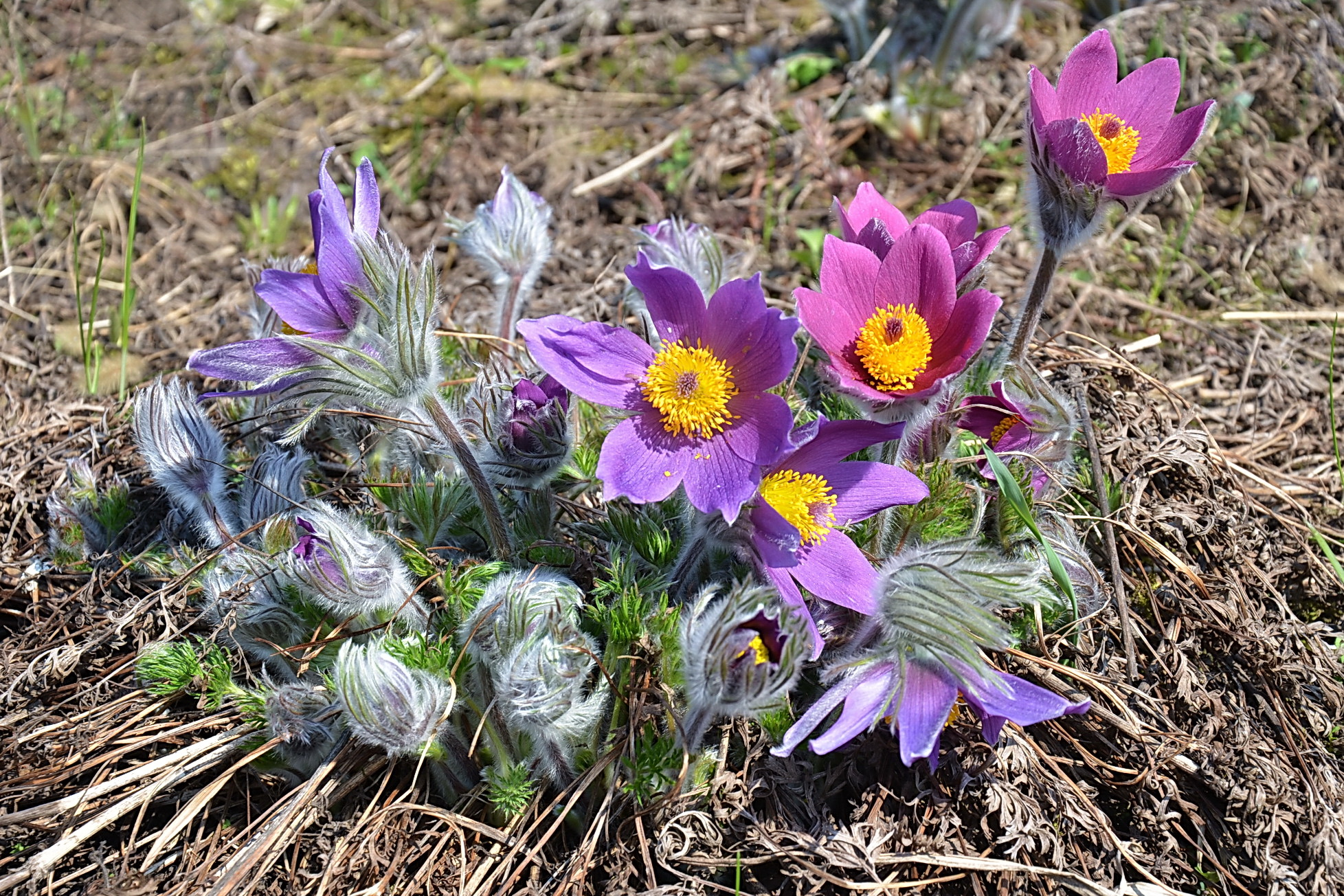
Сон-трава
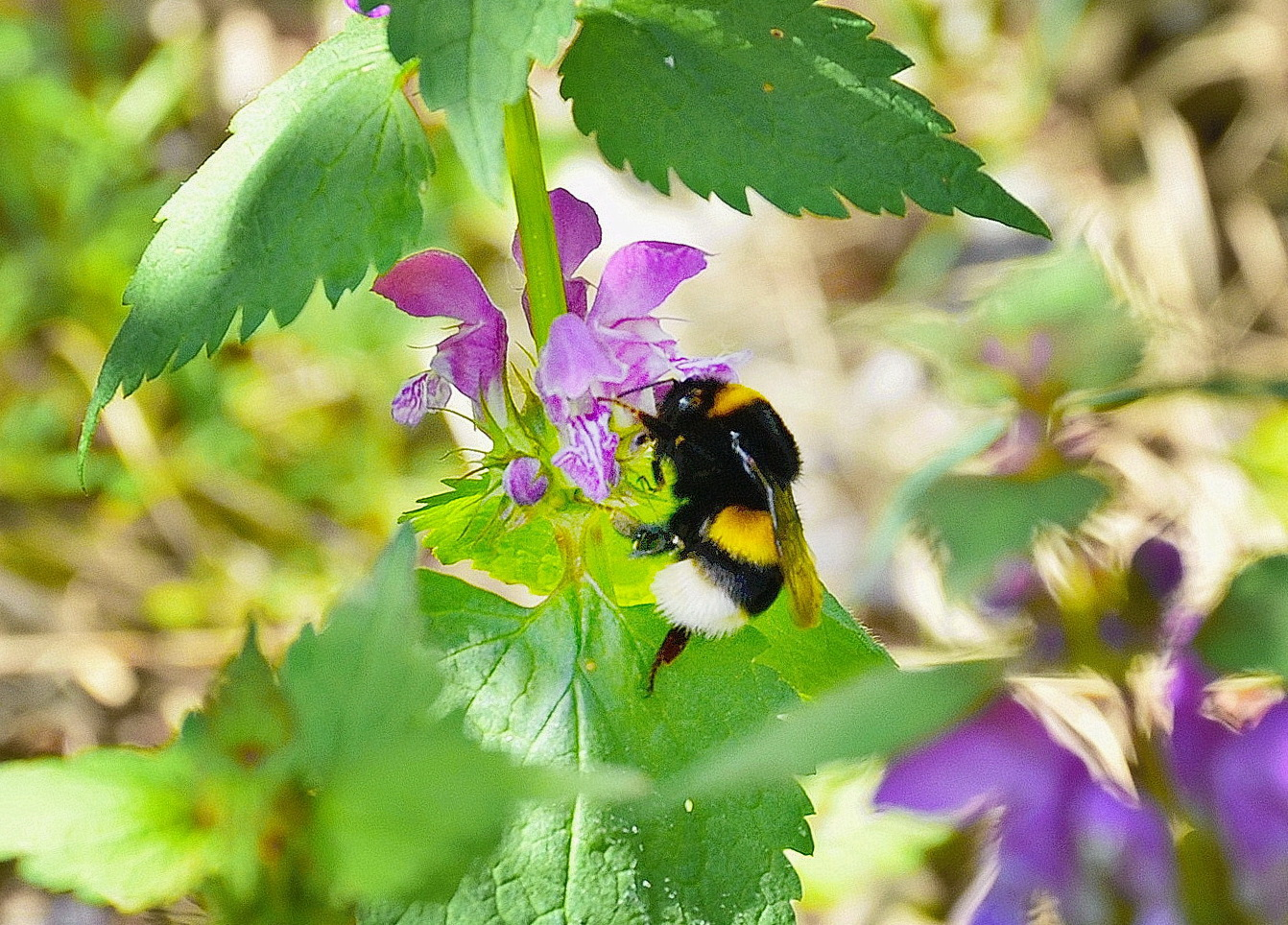
Весна розбудила джміля
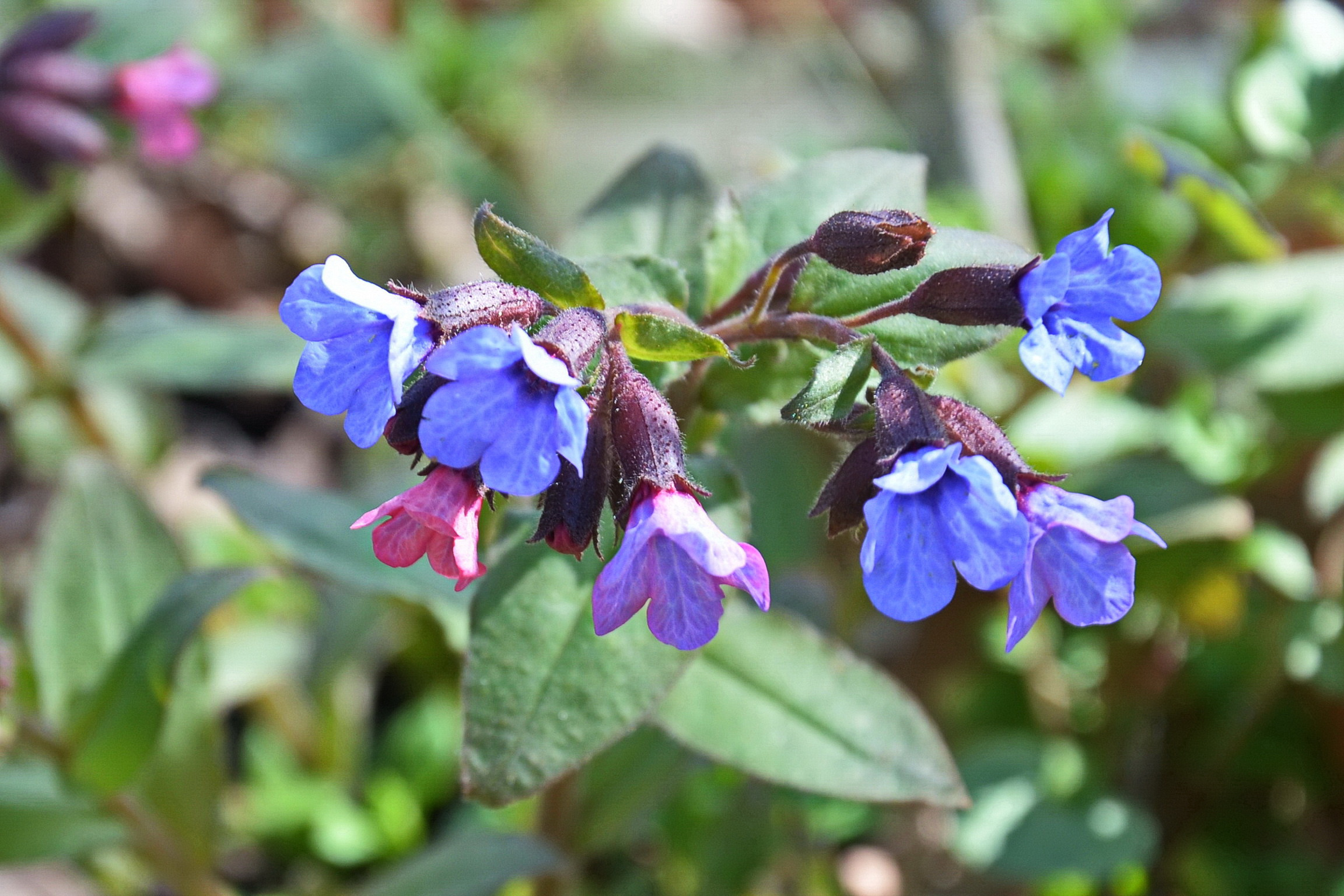
Медунка  в лісовій зоні Орловщини
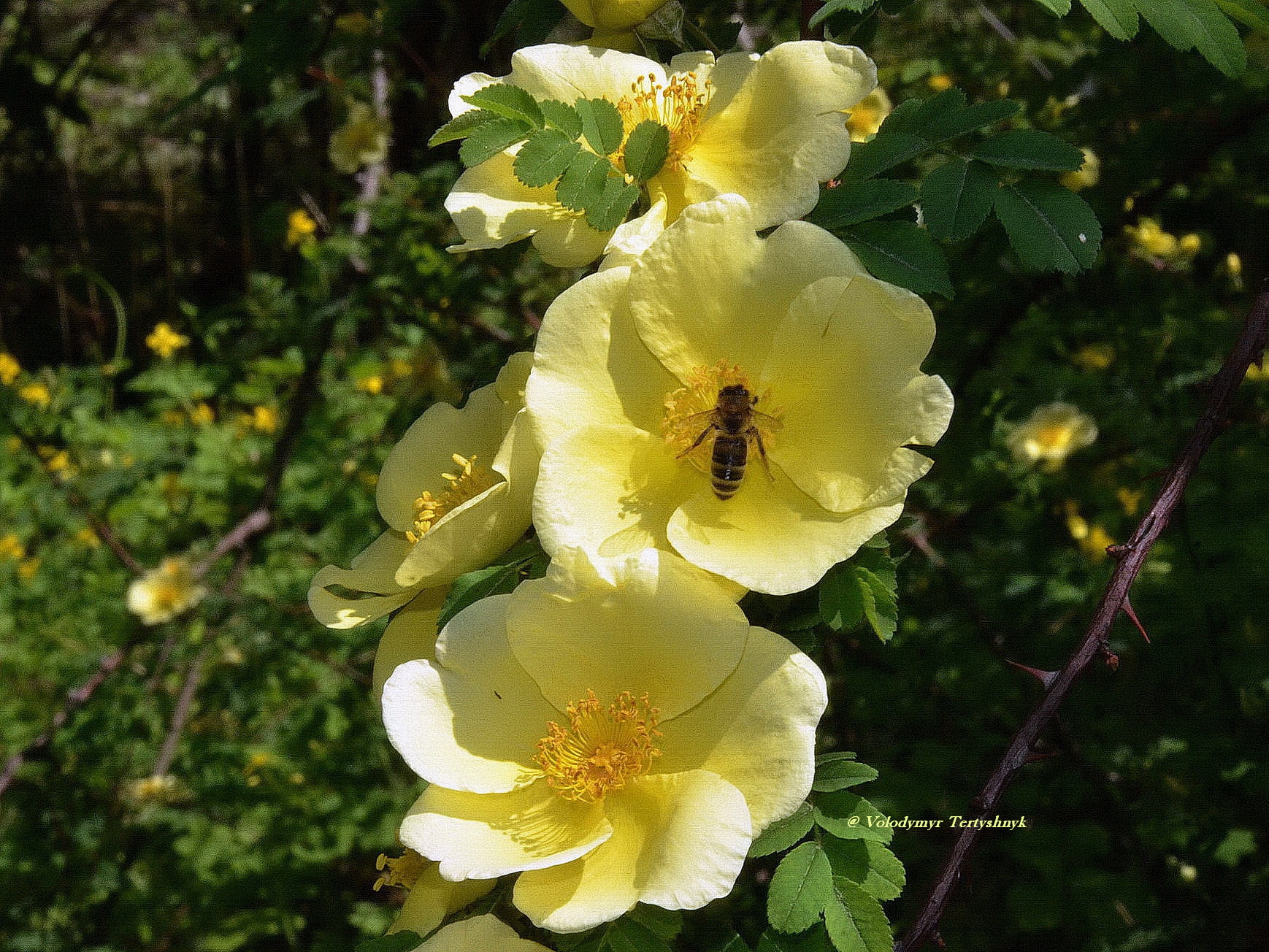
Дикі рози
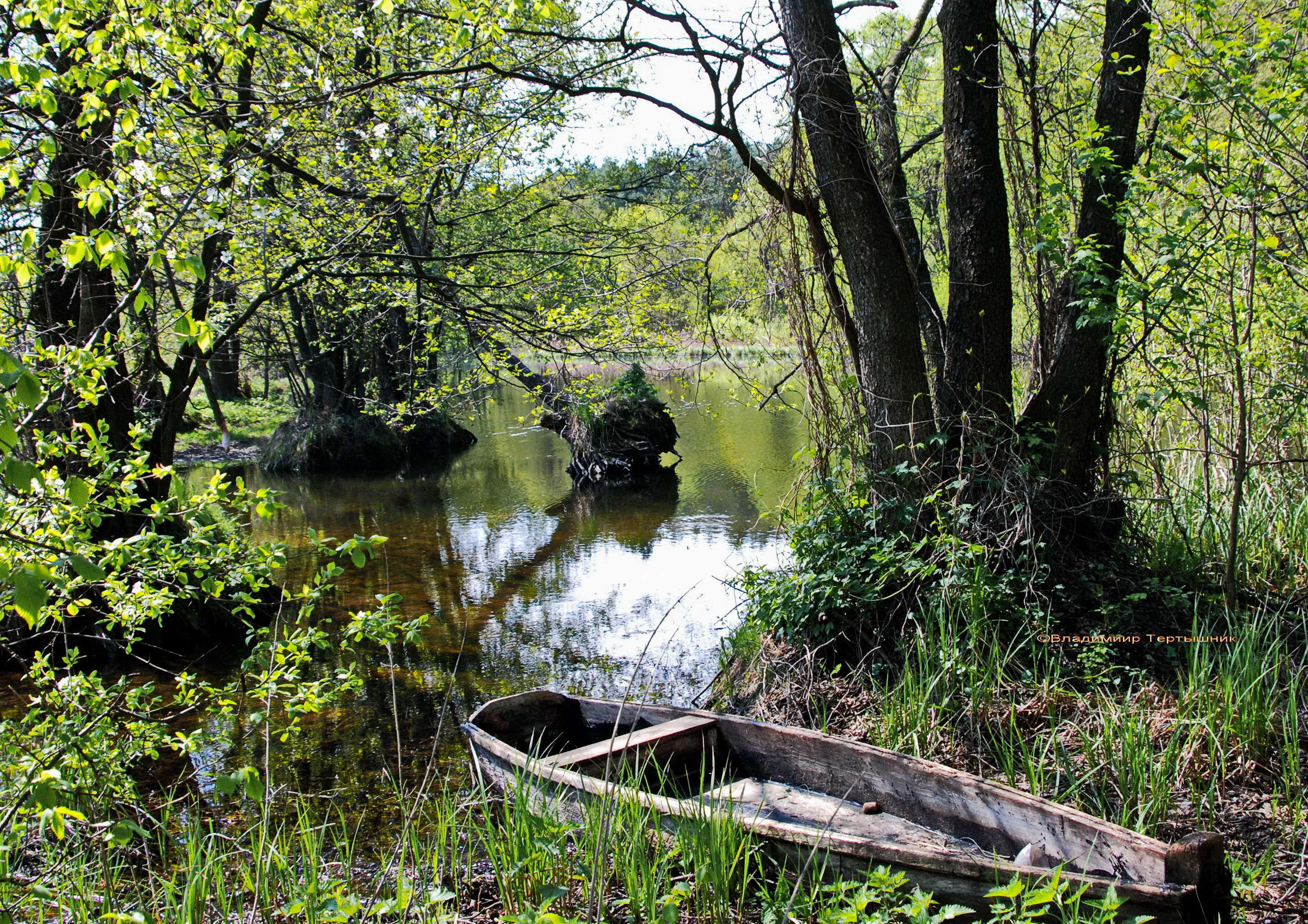
Весна на р. Грунь
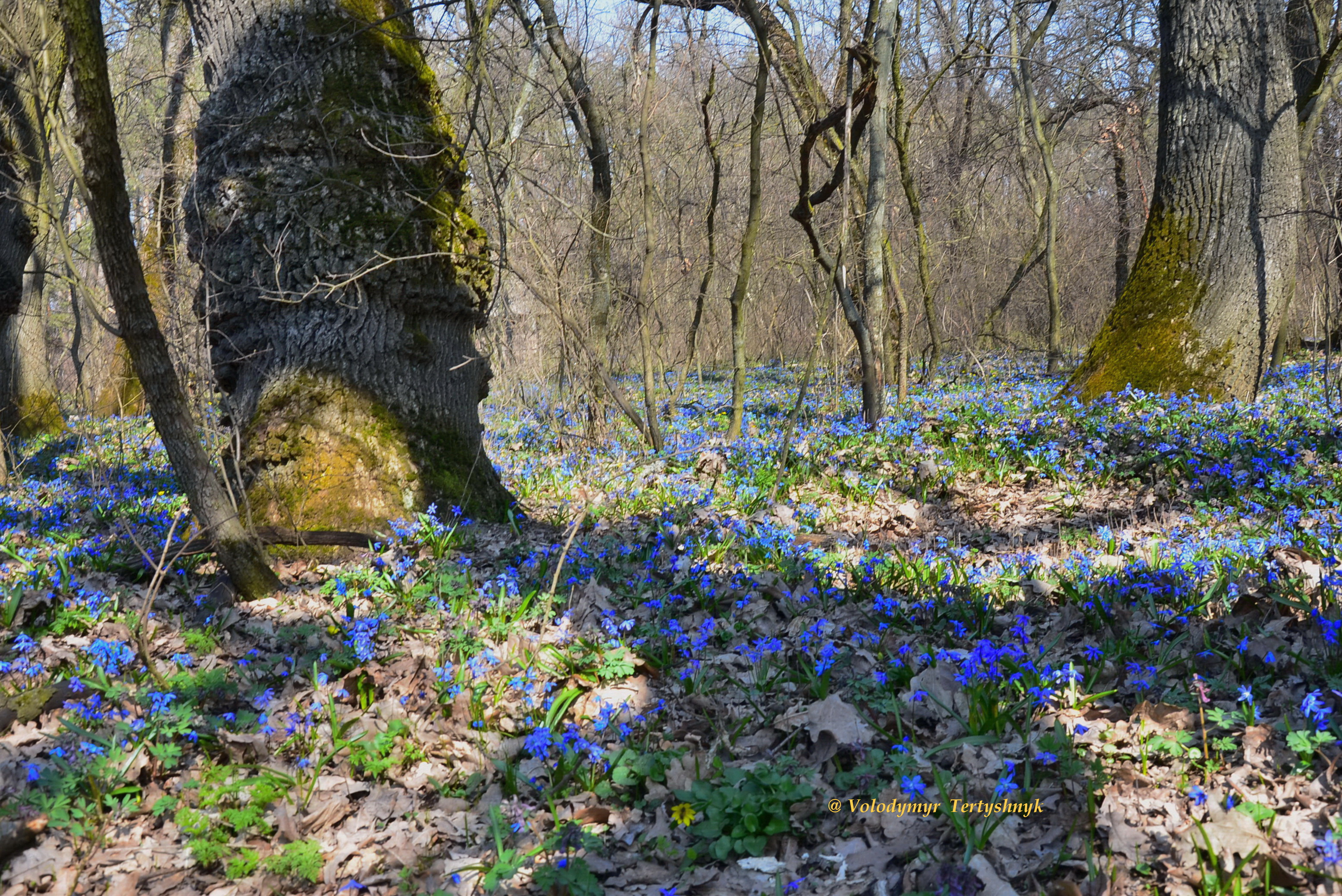
Весна в дубовому лісі

## В культурі

### В українській народній
Закликання весни — один із найцікавіших звичаїв українського народу. Адже прихід весняного тепла давав поштовх початку нового хліборобського циклу.

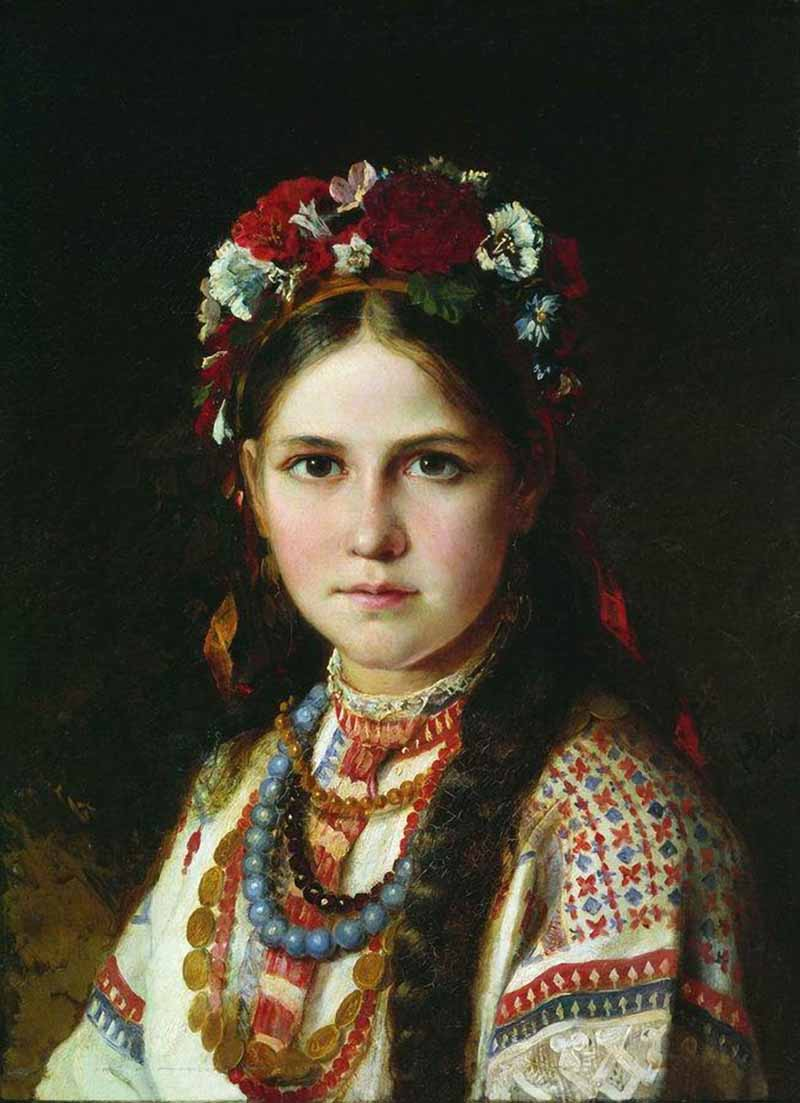
Микола Рачков ХІХ ст. "Українська дівчина" Чернігівський музей

Народна уява створила поетичний образ весни-дівчини з вінком квітів, що «десь у садочку шиє сорочку», а інколи й у вигляді молодиці, що вже має або готується мати дочку:
Ой весна, весна та весняночка,
Ой де ж твоя донька, та паняночка…
Ця вродлива дівчина або молодиця дуже багата, від неї люди сподівалися щедрих дарів, а тому й виглядали її рано-вранці до сходу сонця: вибігали на горби, ставали на воротах, лізли на дах комори чи клуні і запрошували її піснями. Закликали весну зазвичай жінки, дівчата та діти.
Закличні обряди за своєю суттю складаються з дійств по закликанню птахів з теплого краю та, власне, закликання весни. А ще, за уявленнями наших предків в цей день прилітало сорок різних пташок з вирію. Птиця — це вісник весни-радості й взагалі вісник сонця. Вона побуває в повітрі, «у небі», й несе людям утіху з неба ж, від сонця.
А в собі носить яєчко — символ сонця-життя, народження, воскресіння. Тому майже всі птахи надзвичайно цінувались у наших пращурів, та й тепер шануються. Був у давнину звичай тримати всю зиму пташатко в хаті, а на Благовіщення випускати на волю. Завжди ранньою весною прилітних птиць годували, годують й тепер. Птахи завжди були улюбленцями наших предків.
Протягом віків сформувався стрункий весняний обряд — закликання весни піснями, хороводами й іграми.
У обрядодії зустрічі птахів беруть участь дівчата і хлопці. Випікається весняне печиво у вигляді пташок- «жайворонків», голубків, які роздавали дітям… Вибравши поміж себе найгарнішу юнку (паняночку), прикрашали її стрічками й віночком. Взявши в руки «жайворонки», паняночка звертається до старшої жінки: Благослови, мати, Весну закликати!
Весну закликати, Зиму проводжати, Зимочку в візочку, Літечко в човночку!
Вийшовши за село, гурт заспівує: Ой ти весно, ти весна, Ти чого до нас прийшла?
Паняночка відповідає: Я прийшла до вас з теплом, Із зеленим житечком.
Обійшовши довкола, всі стають на пагорбі й закликають птахів:
Із краю кураю
Пташок викликаю: —
Летіть, жайворонки,
До нашої сторонки,
Спішіть, ластів'ята,
До нашої хати —
Весну зустрічати,
Зиму проводжати!
Першими прилітають жайворонки (ще в XV? столітті це були свійські птахи), тому їм присвячено багато весняних співанок:
— Чом же ти, жайворонку, рано з Вирію прилетів,
Іще по горах сніженьки лежать,
Іще по долинах криженьки стоять!
— Ой я тії сніженьки крильцями розжену,
Ой я тії криженьки ніжками потопчу!
Звертаються також до соловейка:
— Ой ти соловейку, ти ранній пташечку,
Ой чого так рано із Вир'ячка вийшов?
 — Не сам же я вийшов,
Дажбог мене вислав,
Дажбог мене вислав і ключики видав:
З правої ручейки літо відмикати,
З лівої ручейки зиму замикати.
А ще по горах сніги лежали,
А по дорогах криги стояли.
Я тії сніги ніжками потопчу,
Я тії криги крильцями поб'ю,
І кубелечко я собі зів'ю,
І в кубелечку діток наведу.
У веснянках звучать звертання і до гусей, качок, лелек, зозуль, ластівок. Їм ставлять запитання про майбутній урожай, просять принести тепле літечко.
Лелеко-лелеко, до осені далеко?
Або:
Чорногузу, дядьку,
Зроби мені хатку,
І ставок, і млинок,
І вишневенький садок.
Або:
Ой вилинь, вилинь, гоголю,
Винеси літо з собою,
Винеси літо-літечко
І зеленеє житечко.
Весна час пробудження природи. Тому молодь збиралася в лугах, біля річок, водили хороводи, проводили весняні ігри. До наших днів збереглися такі ігри, це і «Довга лоза», і «Котик і мишка», і «Подоляночка», які супроводжувалися піснями. Період від Стрітення (зустрічі зими з весною) до Благовіщення вважався біологічною межею зимоборства. Остаточний прихід весни припадав на Благовіщення і закінчувався літнім сонцестоянням — на Купайла. Відоме таке прислів'я — «До Благовіщення кам'яна весна».
В народному календарі було свято, що присвячене птахам — це Сороки (Сорочини) або Жайворонки. Так називаються і обрядові коржики у вигляді пташок, які печуть в цей день дітям, щоб вони, ходячи вулицями, закликали птахів з вирію. Діти бігали з тим печивом по селу, підкидали вгору, імітуючи пташиний політ, і викрикували весняні заклики до птахів:
Пташок викликаю з теплого краю,
Летіть, соловейки, на нашу земельку,
Спішіть, ластівоньки, пасти корівоньки!
Вилинь, вилинь, гоголю!
Винеси літо з собою!
Винеси літо, літечко, зеленеє житечко,
Хрещатий барвіночок, запашний васильочок!
Діти вірили, що після таких закликів птахи і весна не забаряться. А щоб пернатим друзям не було сутужно, залишали для них крихти своїх коржиків, а іноді і цілих «жайворонків», повісивши їх на гілочки дерев.
У селі Білозірка Ланівецького району Тернопільської області діти і дотепер насаджують таких пташечок на довгі палиці, бігають по селу і закликають весну, потім тістечка з'їдають, а голівки фігурок дають коровам. У селі Махаринці Козятинського району в одній із пташечок запікають монетку. Тут вірять, що дитина, якій попаде пташечка з монеткою буде щасливою, цю монетку потім зашивали дитині в сорочечку, щоб доля була до неї прихильною.
«На цей день прилітає з вирію сорок жайворонків, а баби печуть сорок пташок, розносять їх по хатах та роздають дітям, щоб гуси неслися, щоб яйця не псувалися і щоб гусенята плодилися», — пише О. Воропай — один із найшанованіших знавців традицій нашого народу. Це свято потім увійшло в церковний календар під назвою «Сорок святих».
З птахами пов'язано також чимало обрядів і на Благовіщення. Якщо хлопці помітили бузька (лелеку), то показували йому священні хлібці, випечені спеціально для цього, й кричали: «Бусень, бусень! На тобі голвоту, а ти мені жита копу!»
Дівчата ж, зустрівши ластівку, брали жменю землі, несли її на город і там розсипали, щоб рясно вродив кріп.
За повір'ям на Благовіщення птахи не тільки не в'ють гнізд, а й не несуться. Цього дня господині навіть не брали яєць з кубел. Винятком були хіба що чорногузи (лелеки), які обов'язково мали знести по яйцю.
Чи не найбільшим гріхом в народі вважалося на Благовіщення позичати вогонь, користуватися слід лише домашнім. Ця заборона відома по всій Україні. На Закарпатті в цей день дівчата до сходу сонця розчісували волосся, обходили довкіл оселі й тричі замітали хату. Сміття відносили до річки, брали в ній воду і скроплювали грядки, на яких мали висаджувати розсаду.
Відоме ще й таке дійство: щоб відьми не крали молока, жінки ввечері напередодні Благовіщення, наповнювали відра й дійниці водою, а хлів обсівали маком-самосієм. Удосвіта спалювали старі постоли чи капелюхи і цим попелом підгодовували тих корів, які важко звикали до гуртових пасовиськ.
Наступного дня після Благовіщення був Благовісник, котрим ушановували «володаря блискавок». Благовісник має сповістити про себе громом або блискавкою: первісно вважали, що пробудження природи починається тоді, коли вперше прогримить грім. З того дня «Благослов зиму руйнує», а тому «на Благовіщення весна остаточно зиму переборола».
В українській традиції весна була часом пробудження Живи, тобто живого і життєрадісного. Зустріч Весни також супроводжувалась обрядами закликань птахів.
Святкові «лелечини», «сорочини», «ластівки», «Жива», «солов'їний Великдень» мали на меті прикликати пташок з Вирію — тобто країни, де перебувають душі предків. Їх поминали, — а з пташками поверталось тепло і достаток на рідну землю.
Ці обряди, як правило, супроводжувалися випіканням обрядового печива (жайворонків, буслів, бубликів та ін.), яким обдаровували всіх дітей. Так, на Сорочини належало роздати сорок бубликів або з'їсти сорок галушок.
Матері печуть з тіста «пташок», з якими діти бігають, закликаючи їх прилетіти: Період від Стрітення (зустрічі зими з весною) до Благовіщення вважався біологічною межею зимоборства.
Остаточний прихід весни припадав на Благовіщення і закінчувався літнім сонцестоянням — на Купайла.
Відоме таке прислів'я — «До Благовіщення кам'яна весна».
За народними віруваннями на Благовіщення Бог «благословляє всі рослини», а тому вважалося великим гріхом виконувати будь-яку важливу роботу. На Благовіщення закінчується період, коли не можна було «рушити землі» — «ні копати, ні кілля забивати, бо вона відпочиває і їй болітиме». Українські селяни і дотепер дотримуються давнього звичаю — до Благовіщення не тільки не копають городів, але й не зводять тинів.
З приходом і поширенням християнства в Україні Благовіщення стало одним з 12 основних свят церковного календаря і набуло назви Благовіщення Пресвятої Богородиці. Як і багато інших церковних свят, це свято наклалося на старовинне народне свято Благовіщення і тепер інтерпретується як християнське.
Християнська церква каже, що воно засноване у пам'ять про сповіщення архангелом Гавриїлом Діві Марії про майбутнє народження Ісуса. Святкування Благовіщення Пресвятої Богородиці почалося у Східній Церкві наприкінці IV або на початку V ст. Цісар Маврикій (582—602) робить цей празник обов'язковим у всій Візантійській державі. Церква каже, що у цей день звичайно виконують традиційний обряд — випускають на волю птахів, які символізують святий дух.
Вилети, гулю, горою,
Винеси літо з собою.
Вилетіла гуля горою — 
Винесла літо з собою.

## Загукання пташок з Вирію
Птахи — провісники весни, що за уявленнями наших предків її приносили на своїх крилах із вирію — царства вічного літа, уявлялися втіленням душ померлих, посередниками між небом і землею, світом цим і потойбічним. Два споконвічні контрасти: світло й темрява, тепло й холод, радість і смуток… Але за справедливим законом життя кінець породжує початок, світло перемагає темряву, радість розвіює смуток, тепло перемагає холод.
Пташок викликаю з теплого краю,
Летіть, соловейки, на нашу земельку,
Спішіть, ластівоньки, пасти корівоньки!
Волинь, вилинь, гоголю! Винеси літо з собою!
Винеси літо, літечко, зеленеє житечко,
Хрещатий барвіночок, запашний васильочок!
На Сорок святих (9 березня) печуть із тіста коржики у формі пташок пташок на честь жайворонків, що тоді вилітають із вирію.
Селяни по жайворонках ворожать на врожай: якщо жайворонки летять високо над землею, то це вони «до Бога летять молитися» — буде врожай на збіжжя. Якщо ж вони летять над землею низько, то це вони «загубили ціп по дорозі» — буде неврожай.
Якщо хлопці помітили лелеку, то показували йому свяченні коржики, випечені спеціально для цього, й кричали: «Бусень, бусень! На тобі голвоту, а ти мені жита копу»!
Коли діти бачили диких гусей, то підкидали угору солому і гукали: «Гуси, гуси, нате вам на гніздечко, а нам на здоров'ячко!» або «Гуси, гуси, вам на гніздо, ша на на тепло!» Цю солому матері збирають і кладуть на гніздо під квочку — «щоб курчата водились».
Діти носили у руках зроблену з дерева ластівку, ходили з нею від хати до хати й прославляли весну.
Існує також традиція, що 19 березня із вирію до нас прилітають лелеки. Відомо, що ці птахи поселяються тільки на домівках добрих людей, приносячи їм щастя і радість. Приліт чорногузів пов'язують не тільки з приходом весни, а й з «поповненням» у сім'ях. Здавна збереглися легенди, що лелеки приносять дітей…

## Закликання весни
Весна — час пробудження природи. Тому молодь збиралася в лугах, біля річок, водили хороводи, проводили весняні ігри. До наших днів збереглися такі ігри, як «Довга лоза», «Котик і мишка», «Подоляночка», які супроводжувалися веснянками.
Веснянки (гаївки, гагілки, ягілки) — назва старовинних слов'янських обрядових пісень, пов'язаних з початком весни і наближенням весняних польових робіт. Веснянки співаються майже завжди одночасно з танцями та іграми, які мають «закликати» весну та добрий урожай.
Окремі танцювальні рухи нагадували оранку, сівбу руками, поління, косіння тощо. Слова пісні пояснювали ці рухи: «А ми просо сіяли, сіяли», «Ось так, ось так рвуть мак» та інші. У західних регіонах України веснянки називають гагілками, гаївками. Мелодії веснянок побудовані на багаторазовому повторенні однієї-двох приспівок у межах невеликого діапазону.
Період від Стрітення (зустрічі зими з літом) до Благовіщення вважався біологічною межею зимоборства. Остаточний прихід весни припадав на Благовіщення і закінчувався літнім сонцестоянням на Купала. Відоме таке прислів'я: «До Благовіщення кам'яна весна».
Жінки у цей день закінчивши ткати полотно, виходять із шматком натканого в поле, вклоняються на всі боки і, повернувшись обличчям до схід-сонця, кажуть: «Ось тобі, мати-весна, нова обновка!» Після цього розстеляють шматок полотна, кладуть на нього пиріг і йдуть геть з надією, що льон і коноплі цього літа вродять добре.
Закликати весну могли і на Сорочини (9 березня), і на Явдохи (14 березня) або й на Теплого Олекси (30 березня). Часто бувало, що ще й сніг лежав.
Закликання весни, символу життя, поєднане із вигнанням зими — смерті. Наші предки обожнювали воскресіння Природи й вірили, що з нею пробуджуються, виходять «на цей світ», розважаються і бенкетують разом із живими душі померлих родичів.
Вшановуючи кожне божество весняного циклу, наш пращур не обділив увагою й божество зимове. Обряд поховання Зими — Смерті у вигляді «Морени», по-народному «Марини», чи просто «Мари», що морила землю стужею, а людину хворобою й голодом, сповнений глибокого драматичного змісту.